# Poly Styrene
Marianne Joan Elliott-Said (Bromley, 3 de julio de 1957 - Sussex, 25 de abril de 2011), conocida por el nombre artístico de Poly Styrene, fue una cantautora británica, vocalista de la banda de punk rock X-Ray Spex.